# غوانيلات ثنائية الصوديوم

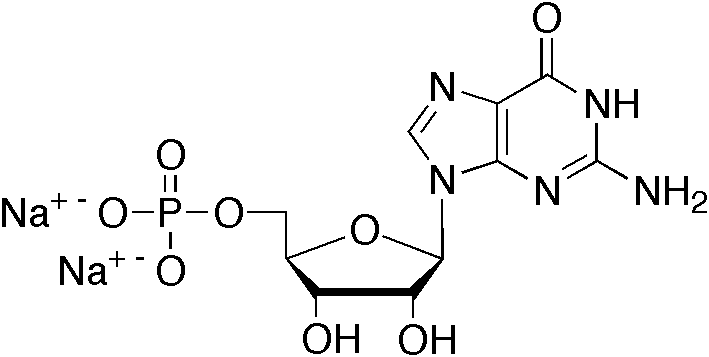
غوانيلات ثنائية الصوديوم

غوانيلات ثنائية الصوديوم مركب كيميائي له الصيغة المجملة C10H12N5Na2O8P ، وهو ملح ثنائي الصوديوم للمنكه أحادي فوفسفات الغوانوزين .